# Матеулин, Тахир Мусеевич
Тахир Мусеевич Матеулин (тат. Таһир Муса улы Мотыйгуллин; 16 июля 1935 — 16 апреля 2005) — актёр театра и кино, народный артист Российской Федерации (1993).

## Биография
Тахир Матеулин окончил Горьковское театральное училище (педагоги — Н. А. Левкоев, В. Я. Дворжецкий).
С 1960 года работал в Калининградском областном драматическом театре, был ведущим и опытнейшим актёром, «визитной карточкой» театрального сообщества Калининграда.
Основные роли: Большой Па («Кошка на раскалённой крыше» — Теннесси Уильямса); Иоанн Грозный («Смерть Иоанна Грозного» А. К. Толстого); король Лир («Король Лир» — Шекспира); Кречинский («Свадьба Кречинского» — А. В. Сухово-Кобылина); Торренс («Орфей спускается в ад» — Теннесси Уильямса); Черкун («Варвары» — М. Горького); Эбин («Любовь под вязами» — Юджина О’Нила).
Снимался в кино в фильмах «Иди и смотри», «Чёртовы куклы», «Ермак».
Скончался от рака 16 апреля 2005 года, похоронен на старом кладбище г. Калининграда.

## Награды
- Народный артист Российской Федерации с 1993 года.
- Заслуженный артист РСФСР с 1981 года.
- Орден «Знак Почёта» (1986).
- Лауреат региональной премии «Признание» (1998).